# Universidade de Roma Tor Vergata
A Universidade de Roma Tor Vergata (Università degli Studi di Roma Tor Vergata em italiano) é uma universidade fundada em 1982 e localizada em Roma, Itália. É a terceira maior universidade da capital da Itália.